# Cziffra György (zongoraművész)
Cziffra György (Budapest, 1921. november 5. – Longpont-sur-Orge, Franciaország, 1994. január 15.), Magyar Örökség díjas és Liszt Ferenc-díjas magyar zongoraművész, az egyik legjelentősebb és világszerte ismert magyar zenei előadóművész.

## Életpályája

### Ifjúkora, indulása
Apja magyar cigányzenész családból származott, sikeres cimbalmos volt, játszott számos kávézóban, színházban, az első világháború előtti viszonylagos jómódban élt családjával Párizsban. A háború kitörésekor apját internálták, mindenüket elkobozták, anyját pedig, fejenként 5 kg csomaggal deportálták Magyarországra két kislányával; őket Budapesten a Vöröskereszt az angyalföldi Tripoliszban, egy barakktáborban, rendkívül nyomorúságos körülmények között helyezte el.
Apja csak a háború után térhetett haza, de nem kapott munkát, továbbra is nyomorban éltek. 1921-ben itt született meg fiuk, Cziffra György. Sokáig rendkívül beteges, gyenge alkatú gyermek volt. Kisebbik nővérét a holland Vöröskereszt gyermekmentő akciója keretében Hollandiába vitték nevelőszülőkhöz. Nagyobbik nővére, Jolán a háború utáni infláció idején, 13 éves korában mosogatólány lett a budapesti Városháza tisztviselőinek étkezdéjében, onnan hordta haza a maradékot a családnak. Később jobb állásba került, és teljesíthette régi vágyát, zongorát bérelt.
Cziffra György 3 éves korában irigykedve nézte-hallgatta nővére gyakorlását a zongorán. Betegeskedése, gyenge alkata mellett koraérett volt; négy éves korára megtanult írni és olvasni, és elkezdett gyakorolni a zongorán. Tehetsége gyorsan megmutatkozott. Apja is segítette előrehaladását, de gyakorlásai csupán a saját rögtönzései voltak.  Öt és fél éves korában egy arra járó vándorcirkusz rávette a fellépésre, és tíz napig ő volt a műsoruk egyik fő attrakciója.
Dohnányi Ernő segítségével nyolcévesen került be a Zeneakadémiára, Dohnányi, Weiner Leó, Ferenczy György, de főleg Keéri-Szántó Imre voltak a tanárai. Az akadémián el kellett kezdenie a rendszeres munkát, „...meg kellett tanulnom a mesterséget, meg kellett tanulnom a zeneművek megismerését és felismerését” – írta. Tizenhárom évesen, csodagyerekként már sikeres koncerteket adott, de egyik külföldi koncertkörútja Skandináviában, ahová tanára ellenzése dacára utazott el, súlyos művészi és anyagi bukással végződött. 1934-ből fennmaradt egy filmfelvétele egy hangversenyéről, ahol Schubertet játszott – matrózruhában.
Keéri-Szántó Imre súlyos betegsége miatt más, változó tanárok keze alá került. Tanulmányai rendszertelenné váltak, magánéletében egy galerihez csapódott, hónapokon át éjjel-nappal az utcát járta hasonszőrű fiú és lány társaival. E korszaka után pénzt akart keresni, és hosszú ideig lokálokban lépett föl, bár mindvégig hallgatója maradt a Zeneakadémiának.

### Háború, Rákosi-korszak, börtön
19 éves korában, néhány nap alatt kirobbanó nagy szerelem eredményeképpen nősült, felesége az egyiptomi származású Soleilka (1921–2006) lett, a budapesti Arizona mulató táncosnője. 1942-ben – még meg sem született fia, György – behívták katonának. A hadseregből dezertált, átment a szovjet oldalra. Először partizánok tartották fogva, de aztán sikerült megértetnie, hogy önként állt át. Belépett a szovjetek által szervezett demokratikus magyar hadseregbe, ahol kiképző őrmesterként tevékenykedett. 1946 szeptemberében szerelt le.
1947-től folytatta tanulmányait Ferenczynél, egyidejűleg ismét a pesti éjszakák virtuóza lett. „Meggörbítvén gerincemet, ismét visszasüllyedtem az éjszaka világába” – írta önéletrajzi könyvében. Bárokban muzsikált (Savoy, Dunakorzó, Arizona stb.), a pesti művész- és sportolóvilág lokálról lokálra követte (például Vásáry Tamás, Puskás Ferenc). Mezey Mária színésznő nemes egyszerűséggel „zongoracsodának” nevezte. 1950-ben feleségével és kisfiával együtt megpróbált disszidálni, de elfogták és kényszermunkatáborba zárták. Kőfaragó üzemben és a miskolci Nehézipari Műszaki Egyetem építkezésén dolgozott, rabtársainak koncertet is adott. 1953-ban kiszabadult, és bár keze a durva munkát megsínylette, újra a zongorázással próbálkozott – ismét a pesti éjszakában. Budapesten, a Badacsonyi utca 1. sz. alatt lakott. Zongorajátéka még a tűzfalon is rendszeresen áthallatszott a szomszédba.

#### Határ Győzőa „rabkoncertről”
„Egykori miskolci rabtársa, Határ Győző építész-író így emlékezik a Dudujka-völgyi  Rákosi Mátyás Nehézipari Műszaki Egyetem építkezésére és Cziffra György »rabkoncertjére«.
Ma is előttem van akkori arca, mezítelen anatómiája a napon, fáradtas járása. Harminc-egynéhány éves se volt. (…) Mindig mosolygott (tán magányosan – tán sötétben is) és száját ez a kesernyés mosoly soha nem hagyta el; de ebben a maszkmosolyforma szájtorzulatban több volt a bántások keserű seprője, mint a balsorssal való megbékélés. Az ő világképe az elmarasztalt, a megítélt világ képe volt. (…)
Feleségével és újszülött gyermekével Csehszlovákián át próbáltak meglépni, és a csehszlovák–osztrák határon kapcsolták le őket. S mindez az izgalom, ez a hányódás-sodródás nem napok, hanem hetek története volt: a lebuktató embercsempészek megalkudtak a bőrére a háta mögött. Három évet kapott. Nem nagyképűsködött, ismerték, tisztelték a táborban, de inkább csak távolságtartással. (…)
Persze voltak a telepen, akiknél Gyurka nem volt népszerű: bumburnyák smasszerek; primitív surmók, akik a »zongoraművész« hallatára megbokrosodtak és mindenáron ki akartak babrálni vele:
– Még hogy »művész«?! Deazidesanyjaistállóját: a kőfaragókhoz vele! Ott majd »művészkedhet« a nyavalyása, amíg bele nem gebed!…
Alighogy az irodára megérkezett a »drót«, hogy Cziffra Györgyöt bevágták a kőfaragók brigádjába, menten megindult a mentőakció. A kőfaragók dolga az volt, hogy a felfűrészelt burkolóköveket odacipeljék, végigrakják a nyersfal tövébe és kézreadogassák lábazati kőnek. Kesztyűt – raboknak? Ilyenről hallani sem hallott senki, mindenki puszta kézzel, ki így, ki úgy: markolta, ahogy tudta. A műszak végén akinek nem szállt le a veséje, annak is a tenyere csupa vérhólyag volt, a csuklója feldagadt. Tudtuk, ha csak egy hónapig csinálja, tönkremegy a keze. Kieszeltük a mentőötletet: otthagytuk, ahova bevágták, de megtettük a kőfaragók brigádvezetőjének. A marconaképű smasszerek mit sem tudtak róla: velük elfelejtettük közölni. Azontúl Gyurka minden dolga az volt, hogy irányítsa a cipekedést és könyvelje brigádja teljesítményét. (…)
Vasárnaponként ott szórakozott a nép a barakktábor előtti téren. Fene se tudja honnan, egyszeriben dobogó is került, hogy legyen mire felhágnia az »énekegyüttesnek«, ami verbuválódott; mire a dobogót megszokták és a hegyibe zongora is került, a smasszernép már azt hihette – mindig is ott volt. Egy távoli iskolából, ahol kettő volt, valahogy elszerezték az egyiket s Cziffra Gyurka a »bennfentesekkel« mindjárt hozzálátott, hogy felhangolja; szaporán járt a kezében a hangolókulcs, amit benne találtunk, s zongoraszéknek a téglákra állított lóca is megtette.
Nem volt se behirdetett, se megtervezett hangverseny, s maga a Mester is eleinte csak futtatta rajta az ujjait, szidta, hogy mindene berozsdált, és improvizált; aztán egy ponton beletévedt Liszt második zongoraversenyébe. Akinek megütötte a fülét és ismerős volt, az közelebb merészkedett. A smasszer, aki a szájában pohánkaszárat rágva maga is vasárnapolt, nem ismert rá, és nevetősen odakacsalogva, a »macskazene« helyett mást ajánlott: »az ő nótáját«; végül belenyugodott. A második tételnél már hatalmas tömeg vette körül a dobogót, közelnyomakodott a szájtáti nép; s valahogyan a táborparancsnokot is épp akkor hozta ki s arrahozta járókája: hátratett kézzel állt s míg hallgatta, tipródott, hogy mitévő legyen. De addigra már az engedély nélküli rendezvényt jelenlétével engedélyezte, s hogy valakinek az is eszébe jutott – alátolnia egy széket, hát már ült is: a hangverseny félhivatalos, ünnepi jelleget öltött: Cziffra György Isten dudujkai szabad ege alatt Liszt második zongoraversenyét szólaltatta, s minthogy kíséret nem volt, emlékezetből a zenekari részt is bele-beledörömbölte. S míg a futamok a mennyekbe szárnyaltak és megcsilingelték a nagyromantika szerelmi üdvösségét, én az arcokon nézelődtem. A sittes arcokon, hogy ki kisbugás, ki zsebre dolgozó, ki bokorugró, ki embercsempész, ki háborús bűnös, ki feketevágó, ki strenkölő öregzsivány, ki áruhalmozó; s ez a zsivány emberiség most szájtáti áhítattal részesül a művészet kegyelmében s ha nem is tudja, mi malaszt, ami átaljárja, mégis, átadja magát az ismeretlen közeg égi önkényének és megilletődve erősen pislog a tűző napon…
    – Hát már ezt is megumboldáltátok – súgja oda nekem B. Pista, volt vámőr, szavalóművész: – hangverseny a zsiványoknak, a táborban!”

– Határ Győző: Életút. Második rész / Minden hajó hazám, 19. fejezet

### A bárzongorázástól a koncertpódiumig
Ferenczy György, a Zeneakadémia zongoraprofesszora, miután megállapította, hogy a bárzongorázásnál Cziffra többre hivatott, 1954-ben elhatározta, hogy kihozza őt az éjszakából, és a komolyzene felé irányítja. Szakmai meghallgatásokat szervezett Cziffra részére (Kodály, Weiner, Zathureczky) és ezek eredményeképpen felvették a 33 éves Cziffrát rendkívüli hallgatóként a Zeneakadémiára. Kapott még egy szerény filharmóniai ösztöndíjat is. Cziffra otthagyta az éjszakai életet, radikálisan életmódot váltott, rendkívül keményen és kitartóan kezdett el dolgozni, gyakorolni. Munkaerkölcse példás volt. Technikailag nem volt mit tanulnia, csak zenei stílusokat tanulmányozott. Ferenczi demófelvételt vitt ki Bécsbe Cziffráról, ami Cziffrának később igen nagy hasznára vált.
Az ezt követő években Cziffra fokozatosan a magyar koncertélet sztárja lett, de ahogyan fokozódtak sikerei, egyre inkább megosztotta a szakmát. Főleg az akkori zenei vezetés köreiben talált ellenségekre, de a zongoraművészek között is akadt riválisa. Cziffra idegen sejt volt az akkori zenei élet szövetében, nem tudták befogadni. Féltékenyek voltak a kívülről, a könnyűzenéből jött virtuózra, aki ekkora hatással van a közönségre. Kevés fellépést kapott, a rádióban nem játszhatott és külföldre is alig akarták kiengedni. Cziffrát ez, érthetően, elkeserítette. 1956-ban tettek feléje gesztusokat (Liszt Ferenc-díj, lemezfelvétel stb.), de már késő volt.

### 1956 után

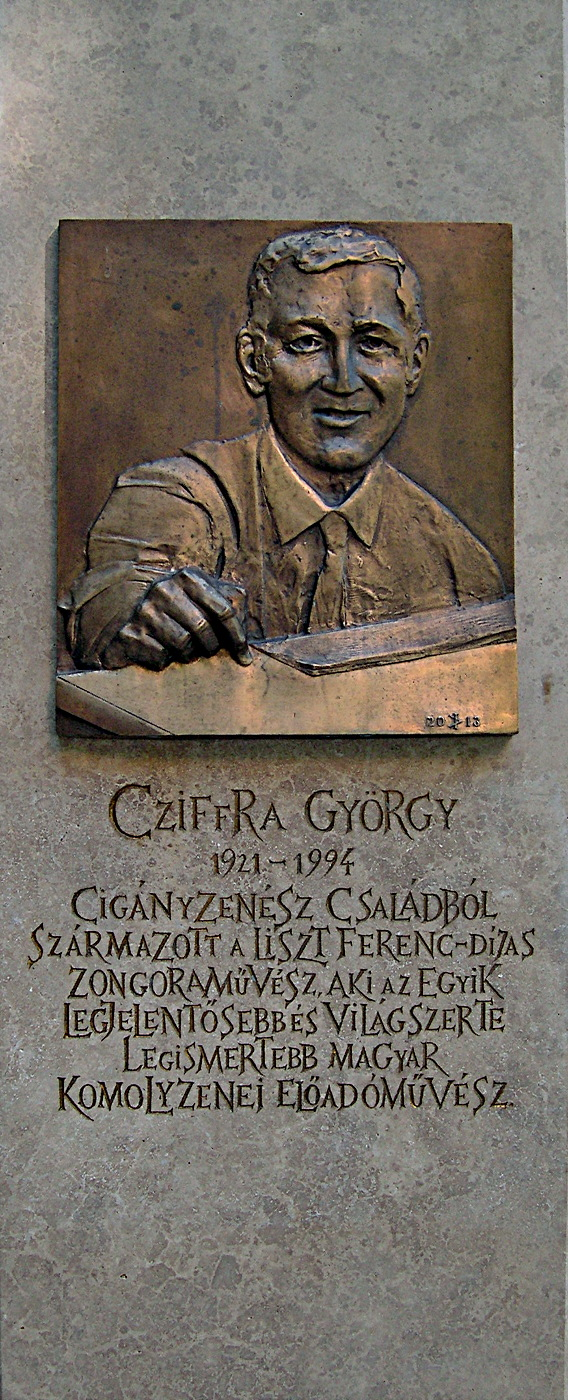
Illyés Antal emléktáblája Budapesten a Muzsikus cigányok parkjában (2013)

1956. október 22-én Bartók II. zongoraversenyét játszotta a Zeneakadémián. „A közönségből úgy tört ki a taps, mint az izzó láva” – írták később a kritikusok. Sokan máig állítják, hogy ennek a hangversenynek nem kis része volt az október 23-ai hangulat alakításában.
A nyugati határ 1956-os, átmeneti megnyitását kihasználva – a határig egy oldalkocsis motorkerékpáron utazva, majd gyalogolva – családjával elhagyta Magyarországot. Először egy ausztriai táborba kerültek, de három nap múlva kikerültek onnan, és Cziffra a bécsi Brahms Saalban adott fergeteges sikerű zongorahangversenyt, amelyről még a The New Yorkerben is méltatás jelent meg. Az év végén Franciaországba hívták. 1956 decemberében érkeztek Párizsba, és már első hangversenyével szinte üstökösként robbant be a világ zenei életébe. A Théâtre du Châtelet-ben tartott koncert után világhírű művészek tették tiszteletüket öltözőjében: Marcel Dupré orgonaművész, Marguerite Long zongoraművész és Arthur Honegger zeneszerző. Párizson kívül óriási sikerrel szerepelt a világ nagy koncerttermeiben és fesztiváljain, hatalmas sikereket aratva például Londonban a Royal Albert Hallban, New Yorkban a Carnegie Hallban.
Charles de Gaulle – zenekedvelő felesége kérésére – meghívta az Élysée-palotába, és ezután megkapta a francia állampolgárságot. André Malraux író, akkori kulturális miniszter javaslatára Senlisben telepedtek le, ahol 1966-ban elindította a Festival de la Chaise Dieu-t, megvásárolta és felújította a rendkívül rossz állapotban lévő, addig autójavító műhelyként használt senlisi Saint Frambourg-kápolnát, ahol koncertek sorát adta, de képzőművészeti kiállításoknak is helyet adott benne. A kápolna új üvegablakait Joan Miró készítette, a felújított kápolnát Raymond Barre miniszterelnök avatta fel. Létrehozta a Cziffra-alapítványt (Fondation Cziffra), amely fiatal zenészek és képzőművészek támogatását tűzte ki céljául.

### Időskora, halála
Fia, ifj. Cziffra György (1942–1981) neves karmester lett, akivel számos nagy sikerű közös hangversenyt adott, de 1981-ben egy lakástűzben életét vesztette. Korai halálát apja nehezen viselte, emiatt zenekarral többé nem lépett fel és lemezfelvételt sem készített. Ezután felesége, a hit és a zene tartotta benne a lelket. Fellépései ritkultak, majd 72 éves korában egy Párizs-környéki klinikán – szívroham következtében – elhunyt.
Magyarországon 1956-ban Liszt Ferenc-díjat kapott, 1993-ban pedig a Köztársasági Érdemrend Középkeresztjét adományozták neki. Franciaországban – szintén 1993-ban – megkapta a Becsületrend tiszti fokozatát. 1986-ban Kőszeg díszpolgára lett.

## Repertoárja, zongoratechnikája
Zongorajátéka Liszt Ferencéhez hasonlítható, főleg káprázatos improvizációs készsége miatt. Átirataiban kifejti a szerző vázlatos zenei gondolatait. Játékát kontrapunktikus tudás, variációs művészet és ötletesség jellemezte. Érett korára a 20. század legnagyobb pianistái, Rubinstein, Horowitz és Richter mellé emelkedett. Mégsem volt elégedett magával, folyton tökéletesítette tudását, rengeteget gyakorolt. Repertoárján elsősorban Schumann, Chopin, Liszt, Grieg, Brahms és Rahmanyinov művei szerepeltek, amelyek nagy részét hanglemezre is játszotta, emellett francia barokk szerzők – mint például Couperin, Rameau, Lully – művei is a műsorán szerepeltek, de a francia 20. századi szerzők (Ravel, Debussy, Franck) műveit is gyakran játszotta. Emellett előszeretettel adta elő saját Liszt-stílusú átiratait, parafrázisait.

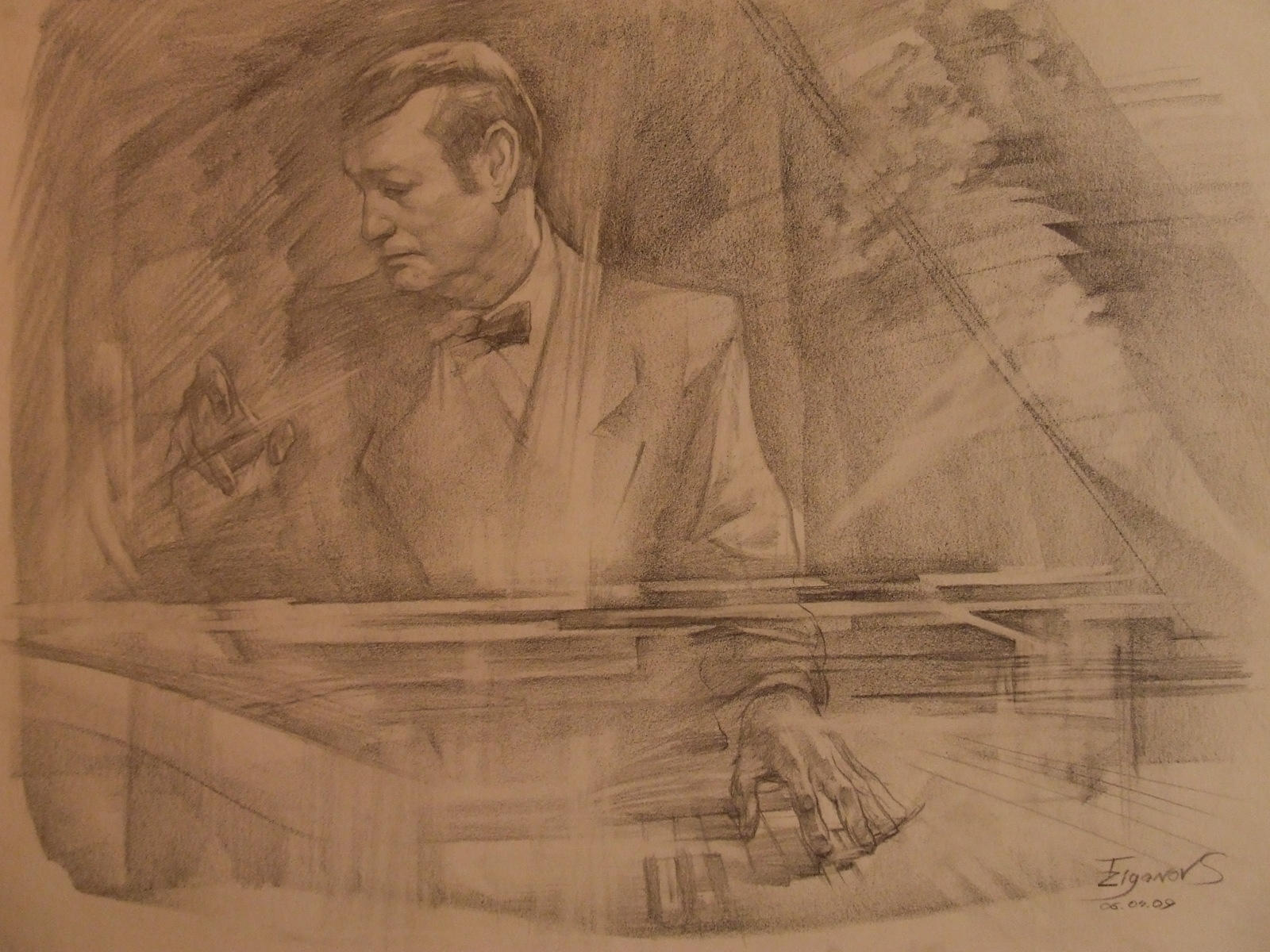
Serge Tziganov rajza

„És csak az árnyékból a fénybe való átmenet korszakában éreztem valóban, hogy élek és szabad vagyok. Olyankor, amikor sötét börtönéből kiröppenhetett a tűzmadár.”

– Cziffra György: Ágyúk és virágok

## Könyvek
- Georges Cziffra: Le piano, Denoël, Paris, 1977 (Collection connaissance et technique jeunesse)
- Des canons et des fleurs; franciára ford. ifj. Cziffra György; Laffont, Paris, 1977 (A jeu découvert)
- Ágyúk és virágok; az átdolg., bőv. magyar kiad. sajtó alá rend. Várnai Péter, ford. Fedor Ágnes, Herczeg György; Zeneműkiadó, Budapest, 1983
- Ágyúk és virágok; ford. Tóth Ágnes Nikolett; Magyar Közlöny Lap- és Könyvkiadó, Budapest, 2015

## Emlékezete
- 2013-ban emléktáblát avattak tiszteletére a budapesti Muzsikus cigányok parkjában (Illyés Antal domborműve, 2013).
- Balázs János zongoraművész minden év novemberében Hommage à Cziffra címmel emlékhangversenyt ad a tiszteletére a Zeneakadémián.
- 2013-ban gyermekkori lakóhelyének, az egykori Tripolisz közvetlen közelében parkot neveztek el róla.[29] Ugyanebben az évben a Budapest XVIII. kerületi Sallai Imre utca nevét Cziffra György utcára változtatták.[30]
- Budapesten évente rendeznek fesztivált a zongoraművész emlékére. A négynapos fesztiválon koncerteket, zongoraversenyt, kiállításokat és mesterkurzust tartanak. A fesztivál helyszínén a Cziffra-szelet is megkóstolható, amelyet a híres művész emlékére készítenek cukrászok.[31]
- 2024 február 14-én időszakos kiállítás nyílt Mit rejt a Cziffra dosszié? címmel[32] az Állambiztonsági Szolgálatok Történeti Levéltárában.[33]

## Díjak, kitüntetések
- Liszt Ferenc-díj (1956)
- Kőszeg díszpolgára (1986)
- A Magyar Köztársasági Érdemrend középkeresztje (1993)
- A Francia Becsületrend tiszti fokozata (1993)
- Magyar Művészetért díj (2003, posztumusz)[34]
- Magyar Örökség díj (2016, posztumusz)